# Philip Jacobus Pretorius
Major Philip Jacobus („Jan“) Pretorius (* 18. Februar 1877; † 24. November 1945 in Pretoria) war ein südafrikanischer Elefantenjäger und Abenteurer. Er begann seine Laufbahn in den 1890er Jahren als „Elfenbeinjäger“ mit der Jagd nach Elefanten.
Im Ersten Weltkrieg war Pretorius für das Aufspüren und Versenken des deutschen Kriegsschiffes Königsberg verantwortlich.
1919 erhielt er von der Kapregierung den weitreichenden Auftrag, zur Vermeidung der Verwüstung von neu angelegten Äckern im Addo-Distrikt die wildlebenden Elefanten auszurotten. Dabei wurde durch die Ausweitung der landwirtschaftlich genutzten Fläche der Lebensraum der Elefanten immer kleiner, so dass die Tiere zwangsläufig auf das Farmland ausweichen mussten.
Innerhalb von wenigen Jahren rottete Pretorius fast alle Elefanten in diesem Gebiet aus. Schließlich wurde das Mentone Reservat, das am 13. Juni 1931 zum Addo Elephant National Park werden sollte, gegründet, um dort die übriggebliebenen Tiere zu schützen.